# Klemen Jelinčič Boeta
Klemen Jelinčič Boeta, slovenski antropolog, sociolog, zgodovinar, prevajalec, * 13. april 1973, Ljubljana.
Rojen je bil staršema Zmagu Jelinčiču, slovenskem politiku, in pisateljici Berti Bojetu Boeta. V starosti osemnajst let je odšel v Izrael. V Jeruzalemu je študiral religije in kasneje v Tel Avivu z odliko diplomiral iz sociologije in antropologije. Po prihodu v Slovenijo leta 2002 je na Filozofski fakulteti Univerze v Ljubljani doktoriral iz zgodovine s temo Življenje Judov v srednjeveški Sloveniji, ki je izšla tudi v knjižni obliki z naslovom Judje na Slovenskem v srednjem veku. Skupno je objavil štiri strokovne knjige o judovski zgodovini in judovstvu nasploh, kakor tudi večje število strokovnih in poljudnih člankov ter esejev in radijskih oddaj, del katerih se ukvarja tudi s splošnimi družbenimi vprašanji ter antropologijo in sociologijo, na primer z Inuiti in krščanstvom. Njegova knjiga iz leta 2015 je posvečena Vzhodnim Cerkvam. Zadnja knjiga, ki jo je izdal pri Slovenski matici, je obsežno (335 str.) leksikografsko delo Jeziki in ljudstva Evrope (2021). V slovenščino je prevedel več klasičnih in sodobnih leposlovnih del, tudi Koran, od leta 2013 naprej pa objavlja tudi poezijo.